# Provincia di Ang Thong
La provincia di Ang Thong (in thailandese จังหวัดอ่างทอง, Changwat Ang Thong) si trova in Thailandia e fa parte del gruppo regionale della Thailandia Centrale. Si estende per 968,4 km² e a tutto il 2022 aveva 272 587 abitanti. Il capoluogo è il distretto di Mueang Ang Thong, dove si trova Ang Thong, la principale città della provincia.

## Geografia antropica

### Suddivisioni amministrative
La provincia è suddivisa in 7 distretti (amphoe). Questi a loro volta sono suddivisi in 81 sottodistretti (tambon) e 513 villaggi (muban).
| 1. Mueang Ang Thong 2. Chaiyo 3. Pa Mok 4. Pho Thong | 1. Sawaeng Ha 2. Wiset Chai Chan 3. Samko |

### Amministrazioni comunali
A tutto il 2022 non vi era in provincia alcun comune con lo status di città maggiore (thesaban nakhon). L'unico che rientrava tra le città minori (thesaban mueang) era Ang Thong (con 11 747 residenti). Erano inoltre presenti 20 municipalità di sottodistretto (thesaban tambon), tra le più popolose delle quali vi erano Chaiyo con 12 445 residenti e Samko con 10 541. Nell'aprile 2020, le aree che non ricadevano sotto la giurisdizione delle amministrazioni comunali erano governate da un totale di 43 "Organizzazioni per l'amministrazione del sottodistretto" (ongkan borihan suan tambon).